# Deutsche Dreiband-Meisterschaft 1961

Veranstaltungsort: Wanne-Eickel

Die Deutsche Dreiband-Meisterschaft 1961 (DDM) war die 28. Ausgabe dieser Turnierserie und fand vom 23. bis 26. Februar in Wanne-Eickel, Nordrhein-Westfalen statt.

## Geschichte
Erstmals wurde die Meisterschaft in Wanne-Eickel ausgetragen. Oberbürgermeister Edmund Weber eröffnete das Turnier, dessen Schirmherr er auch war.
Zu den sechs Qualifikanten der „Sonderklasse“, Ernst Rudolph, Siegfried Spielmann, Norbert Witte, Rudolf Apelt, Erich Heinrichs und Joachim Eiter, gesellten sich noch die beiden Erstplatzierten der „Bundesmeisterschaft der 1. Klasse“, Joseph Bücken und Günther Delbrouck hinzu. Titelverteidiger August Tiedtke nahm nicht teil und verpasste damit die Chance auf seinen 17. deutschen Dreiband-Titel. Sieger wurde zum dritten Mal Vizemeister Rudolph aus Köln.
Im Spiel zwischen dem Oberhausener Witte und Apelt schien es schnell nach einer Vorentscheidung zugunsten des Oberhauseners aus, er brauchte nur noch vier Punkte zum Sieg, als dem Schiedsrichter zwei Fehlentscheidungen unterliefen. Witte war sichtlich deprimiert, verhedderte sich in seinem Spiel und verlor die Partie anschließend noch mit 58:60 in 91 Aufnahmen.

## Modus
Es spielte „Jeder gegen Jeden“ (Round Robin) auf 60 Punkte mit Nachstoß.

## Abschlusstabelle
| MP    | Match Points (Sieger = 2; Unentschieden = 1; Verlierer = 0) |
| Pkte. | Erzielte Karambolagen                                       |
| Aufn. | Benötigte Versuche                                          |
| GD    | Generaldurchschnitt                                         |
| BED   | Bester Einzeldurchschnitt eines Spielers                    |
| HS    | Höchstserie                                                 |
|       | Bester GD des Turniers                                      |
|       | Bester ED des Turniers                                      |
|       | Beste HS des Turniers                                       |
|       | 1. Platz (Gold)                                             |
|       | 2. Platz (Silber)                                           |
|       | 3. Platz (Bronze)                                           |

| 1                          | Ernst Rudolph (Köln)             | 12:2 | 415 | 577 | 0,719 | 0,845 | 6 |
| 2                          | Siegfried Spielmann (Düsseldorf) | 10:4 | 406 | 557 | 0,728 | 0,857 | 6 |
| 3                          | Norbert Witte (Oberhausen)       | 8:6  | 380 | 577 | 0,658 | 0,800 | 8 |
| 4                          | Rudolf Apelt (Berlin)            | 8:6  | 374 | 638 | 0,586 | 0,857 | 5 |
| 5                          | Erich Heinrichs (Köln)           | 6:8  | 351 | 657 | 0,534 | 0,645 | 6 |
| 6                          | Joachim Eiter (Münster)          | 4:10 | 348 | 574 | 0,606 | 0,789 | 6 |
| 7                          | Joseph Bücken (Aachen)           | 4:10 | 348 | 641 | 0,542 | 0,594 | 7 |
| 8                          | Günther Delbrouck (Krefeld)      | 4:10 | 328 | 667 | 0,491 | 0,638 | 7 |
| Turnierdurchschnitt: 0,603 |                                  |      |     |     |       |       |   |